# Тан Чжицзюнь (историк)
Тан Чжицзюнь (кит. упр. 汤志钧, пиньинь Tāng Zhìjūn, 25 июня 1924, Уцзинь, Цзянсу — 23 декабря 2023, Шанхай) — китайский историк общественной мысли, археограф.

## Биография
Семья Тан Чжицзюня происходила из Чанчжоу, центра традиционной конфуцианской учёности, известного философской школой. Мать — Чжуан Чжучэн (庄箸成) — являлась потомком в шестом колене выдающегося конфуцианца Чанчжоуской школы Чжуан Цуньюя, окончила женское училище. Дед служил в почтовом ведомстве, отец владел английским и японским языками, служил в редакции одной из нанкинских газет, а затем учителем китайского языка. Во время японской оккупации Цзянсу в 1937 году был сожжён семейный дом, пришлось переселяться в старую резиденцию Чжуан Цуньюя. Поскольку все образование в городе было переведено на японский язык, Чжицзюнь обучался традиционным образом на дому у престарелого конфуцианца Хэ Хуайбо, а математикой и английским языком с ним занимался друг семьи Цянь Лиюй. Окончив частное образование, в 1944 году Тан Чжицзюнь устроился сельским учителем в 40 китайских вёрстах от Чанчжоу, поскольку там не было японских оккупантов. Ему пришлось в одиночку обучать сто школьников разного возраста, преподавая все предметы, включая традиционные каноны («Четверо-» и «Пятикнижие»), естествознание, географию и английский язык.
После окончания войны Тан Чжицзюнь поступил в Фуданьский университет. В 1947 году женился на подруге детства Юй Муюнь, дочери богатого предпринимателя, который не одобрял этого брака. Она вместе с сёстрами проявляла таланты художницы, всё её родственницы учились у художника Чжан Дацяня. Тан и Юй после окончания высшего образования уехали в Чанчжоу, где работали учителями, хорошо зарабатывали: в браке родилось четверо детей, которых оставляли на попечении нянек. После создания КНР Тан Чжицзюнь решил реализовать свои научные амбиции, и во время общественной кампании 1956 года «За овладение наукой» передал рукопись «Истории движения за реформы 1898 года» во вновь созданный Институт истории Шанхайского отделения Академии наук КНР. Его директор — археолог и историк Ли Янун — принял в штат института обоих супругов. Много времени у Тан Чжицзюня занял разбор и каталогизация книжных фондов Хранилища культурных реликвий — склада культурных ценностей, конфискованных у гоминьдановских чиновников и японских коллаборационистов. В числе прочего он выявил библиотеку и архив Ли Хунчжана, изъятые у его потомков, а также ксилографические матрицы «Собрания произведений Ли Хунчжана», с которых на собственные деньги заказал отпечатки (оригиналы погибли во время Культурной революции). Он также обнаружил дневник японского разведчика Мунаката Котаро. Большую роль в становлении Тан Чжицзюня как археографа сыграл директор Шанхайской публичной библиотеки Гу Тинлун — дядя историка Гу Цзегана, с которым Тан свёл знакомство. Тан Чжицзюнь упросил своего дядю Чжуан Дацзю продать государству личное собрание книг и рукописей.
Во время Культурной революции Тан Чжицзюнь подвергся проработкам как «реакционный академический авторитет». Хунвейбины принуждали Тан Чжицзюня чистить выгребные ямы и провели во время одного из уличных шествий в дурацком колпаке с надписью «Долой реакционного академического авторитета Тан Чжицзюня» (打倒反动学术权威汤志钧). Конфисковали и драгоценности и столовое серебро, принадлежавшее Юй Муюнь, но библиотеку не тронули, только опечатав шкафы; печати можно было тайком снимать и пользоваться книгами. Сын учёного — Тан Жэньцзе — вспоминал, что Чжицзюнь продолжал научную работу по ночам, будучи совершенно уверен, что смутные времена рано или поздно закончатся. В конце 1960-х годов Тан Чжицзюня и Гу Тинлуна отправили на «перевоспитание» физическим трудом в кадровую школу «7 мая» в Фэнсяни, а затем перевели на бумажную фабрику, расположенную недалеко от дома. Наиболее тяжёлыми оказались ночные смены. Так как учёный занимался философией Чжан Бинлиня и составил хронику его жизни, то был замечен руководством ревкома и приглашён преподавать в классе Фуданьского университета для рабочих, крестьян и солдат, так как Чжан Бинлинь был объявлен «прогрессивным буржуазным революционером». По приглашению премьер-министра Чжоу Эньлая в мае 1971 года учёный был включён в редколлегию по подготовке нового издания «Истории династии Сун» в серии «Двадцати четырёх династических историй». Тань Чжицзюнь утверждал, что сотрудники Фуданьского университета скорбели по почившему зимой 1976 году Чжоу Эньлаю значительно больше, чем по Мао Цзэдуну, который умер в сентябре того же года.
В 1978 году шанхайский Институт истории был воссоздан в структуре Академии общественных наук КНР; в 1982 году Тан Чжицзюнь был назначен заместителем директора. В том же году он впервые выехал в Японию по программе академического обмена. Далее он побывал в Центре восточноазиатских исследований им. Фэрбэнка Гарвардского университета. В 1984 году учёный вышел на пенсию, начав многочисленные проекты издания сочинений Чжан Бинлиня и Лян Цичао. В 1996—1997 годах подготовил и издал собственные биографии Чжан Бинлиня и Кан Ювэя. В 2019 году было закончено 20-томное издание «Полного собрания сочинений Лян Цичао», за которое в 2022 году Тан удостоился Шанхайской премии по философии и общественным наукам первой степени. Летом 2023 года прошли торжества и научный семинар по случаю столетнего юбилея учёного (по китайскому счёту от зачатия), на которых Тан Чжицзюнь выступил в удалённом режиме. Скончался 23 декабря 2023 года в шанхайской больнице Хуадун в 99-летнем возрасте.

## Научная деятельность
В 1950-е годы Тан Чжицзюнь на основе своих архивных находок подготовил к публикации четыре сборника документов: «Военные преступления и агрессия британской армии в низовьях Янцзы в конце опиумных войн» (《鸦片战争末期英军在长江下游的侵略罪行》), «Исторические материалы по шанхайскому восстанию [секты] Сяодаохуэй» (《上海小刀会起义史料汇编》), «Избранные исторические источники по Синьхайской революции в Шанхае» (《辛亥革命在上海史 料选辑》), «Исторические материалы о Движении четвёртого мая в Шанхае» (《五四运动在上海史料选辑》). Постепенно Тан Чжицзюнь обратился к исследованию биографии и интеллектуального наследия Кан Ювэя, Лян Цичао и Чжан Бинлиня. В 1977 году напечатали два тома «Политических статей» Чжан Бинлиня. В 1979 году вышла его «Пространная биографическая хроника» Чжан Бинлиня, основанная на архивных изысканиях. В 1983 году Тан Чжицзюнь с сыном Тан Жэньцзе начал подготовку «Полного собрания сочинений Лян Цичао», работа над которым потребовала 36 лет разысканий в архивах и семейных коллекциях Китая и Японии.
Хотя Тан Чжицзюнь считается прежде всего архивным учёным, он не был чужд историческим исследованиям. Главным его предметом было Движение за реформы 1898 года. Тан Чжицзюнь опубликовал «Историю реформаторского движения 1898 года» (1955), «Историю Движения за реформы» (1957), «Краткая история реформаторского движения 1898 года» (1960), два тома «Биографий деятелей реформаторского движения 1898 года» (1961, обновлённое издание 1992).
В начале 1960-х годов внучки Кан Ювэя — Кан Баочжуан и Кан Баоэ — передали в дар Шанхайскому городскому правительству семейный архив, который был передан Комитету по сохранению культурных памятников и уцелел в Культурной революции. В 1979 году разбором рукописей занялся Тан Чжицзюнь, обнаружив рукописи множества сочинений Кан Ювэя, включая «Датун шу». На основе многолетних разысканий, в 2016 году Тан Чжицзюнь опубликовал монографию «Мысли Кан Ювэя о Великом единении и „Датун шу“». Факсимильное издание рукописи последовало ещё в 1985 году. В 1997 году на Тайване вышла биография Кан Ювэя, написанная Тан Чжицзюнем, переизданная упрощёнными иероглифами на материке в 2021 году.
В 1955—1958 годах в обществоведении КНР шла дискуссия о сущности общественного идеала Кан Ювэя (Великое единение, Да тун). Её начал философ Ли Цзэхоу в только что открытом журнале «Вэньши чжэ» с одобрения учителя — Жэнь Цзиюя. В условиях тогдашнего политического курса и идеологического климата результаты дискуссии могли сильно повлиять на судьбу исследователей. Ли Цзэхоу подчёркивал «прогрессивность» учения Кан Ювэя, содержащиеся в нём «антифеодальные элементы»; более того, в «Датун шу» можно отыскать множество параллелей с марксизмом, а реформаторский проект содержал идеи и положения, которые не могли не только быть реализованы, но и просто озвучены в политическим дискурсе XIX века. Ли Цзэхоу утверждал, что Кан Ювэй сформировал идеологическую базу деятельности левого движения в Китае, а концепция Великого единения выражает реальные потребности китайского общественного движения. Тан Чжицзюнь включился в дискуссию по собственной инициативе в 1957 году на страницах того же журнала «Вэньши чжэ». Выдвинутые Тан Чжицзюнем тезисы сразу же были отмечены известным китаеведом С. Л. Тихвинским: Кан Ювэй существовал в чрезвычайно насыщенной интеллектуальной среде, которая генерировала огромное количество проектов социально-политической реформы; на Кан Ювэя сильно повлияли доступные в Китае переводы западных философских произведений, в частности, «Эволюция и этика» Т. Гексли в переводе Янь Фу, труды христианских миссионеров и некоторые западные утопические теории, в частности, фурьеризм и американский популизм в версии Э. Беллами. Тан Чжицзюнь доказывал, что философский фундамент «Датун шу» сугубо традиционный, восходя к учениям Чанчжоуской школы и Ляо Пина. Самые ранние наброски теории эволюции и Великого единения были созданы Кан Ювэем не ранее 1896—1898 годов. В политическом смысле целью Кан Ювэя было подсказать китайским элитам, как можно установить конституционную монархию, не пытаясь «перепрыгнуть» через законы общественного развития. Именно это позволяет объяснить, почему после Ста дней реформ Кан Ювэй стремительно «поправел» и стал сторонником монархизма и противником республиканцев. Ли Цзэхоу в ответе заявил, что метод Тан Чжицзюня, основанный на историческом контексте и источниковедческом анализе, «порочен». Контраргументы Ли Цзэхоу воспроизвёл С. Л. Тихвинский в монографии 1959 года «Движение за реформы в Китае и Кан Ювэй».
Тан Чжицзюнь продолжил разработку своего метода в 1959—1963 годах, особенно после того, как стал доступным домашний архив Кан Ювэя. Проанализировав аргументы Ли Цзэхоу, он поставил конкретный текстологический вопрос о соотношении ранних философских текстов Кан Ювэя 1890-х годов и последующего текста «Книги о Великом единении». Вернуться к этому пласту исследований удалось только в 1980 году, когда Тан Чжицзюню стали доступны автографы Кан Ювэя, обращая внимания на текстологические пласты, формат и сортность бумаги, почерки, сорта туши, и так далее. Например, оказалось, что рукопись пяти частей «Да тун шу» (всего в книге 10 частей) переписана тем же почерком и на той же бумаге, что и авторские манускрипты «Комментария к Лунь юй» и «Сокровенных [смыслов] Мэн-цзы»; структура текста не совпадала с печатным первоизданием. Кан Ювэй, судя по печатям, собственноручно переплёл рукописи в 1917 году и датировал 1901—1902 годами. Гу Тинлун в Тяньцзиньской библиотеке обнаружил ещё одну рукопись «Датун шу», подаренную автором Инукаи Цуёси, почерк и бумага которой оказались теми же, что и в шанхайском манускрипте. Подарок мог быть вручён не позднее 1911 года, так как больше Кан Ювэй Японию не посещал. Тем самым окончательно было доказано, что к утопической проблематике Кан Ювэй мог обратиться не ранее начала XX века. В 2000-е годы Тан Чжицзюнь доказывал, что Кан Ювэй обратился к проблематике философии истории не ранее встречи с Ляо Пином между 1895—1898 годов, а далее прочитал китайский перевод романа Беллами «Через сто лет». К моменту кончины Кан Ювэя в марте 1927 года, рукопись «Датун шу» была далеко не завершена.